# Władimir Kołpakczi
Władimir Jakowlewicz Kołpakczi, ros. Влади́мир Я́ковлевич Колпакчи́ (ur. 26 sierpnia?/7 września 1899 w Kijowie, zm. 17 maja 1961 w Moskwie) – radziecki generał armii, Bohater Związku Radzieckiego (1945).

## Życiorys
Deklarował narodowość rosyjską, choć najprawdopodobniej był Krymczakiem. 1916 wcielony do carskiej armii, brał udział w I wojnie światowej jako młodszy podoficer.
W 1917 wstąpił do Czerwonej Gwardii, uczestniczył w szturmie na Pałac Zimowy podczas rewolucji październikowej. Od 1918 w Armii Czerwonej, kolejno dowódca kompanii, batalionu i pułku w wojnie domowej. Pełnił funkcję komendanta Piotrogrodu. Od 1923 uczestnik walk z basmaczami w Azji Środkowej. 1924–1936 dowódca pułku, szef sztabu i dowódca dywizji strzeleckiej, zastępca szefa sztabu Białoruskiego Okręgu Wojskowego.
W 1928 ukończył Akademię Wojskową im. Frunzego, 26 listopada 1935 mianowany kombrygiem. 1936 wysłany ze specjalną misją do Hiszpanii, po powrocie w marcu 1938 został dowódcą 12 Korpusu Strzeleckiego (8 marca 1938 mianowany komdywem). Od grudnia 1940 szef sztabu Charkowskiego Okręgu Wojskowego.
Po ataku Niemiec na ZSRR mianowany szefem sztabu nowo utworzonej 18 Armii, która jesienią 1941 została okrążona podczas walk o Donbas. Po śmierci dowódcy, gen. por. Andrieja Smirnowa objął dowództwo armii i zdołał wyprowadzić z okrążenia część wojsk ze sztabem. Od grudnia 1941 szef sztabu, od stycznia 1942 zastępca dowódcy wojsk Frontu Briańskiego. Od lutego 1942 zastępca dowódcy 4 Armii Uderzeniowej Frontu Kalinińskiego, od marca 1942 dowódca Wieliżskiej Grupy Wojsk tego frontu. Od maja 1942 dowódca 7 Armii Rezerwowej, od lipca 1942 na Froncie Stalingradzkim, dowódca 62 Armii. Od listopada 1942 dowódca 30 Armii Frontu Zachodniego, od maja 1943 dowódca 63 Armii Frontu Briańskiego, z którą brał udział w bitwie pod Kurskiem, operacji briańskiej i operacji orszańskiej. Od lutego 1944 szef sztabu 2 Frontu Białoruskiego, od kwietnia dowódca 69 Armii 1 Frontu Białoruskiego. Uczestnik operacji białoruskiej, sforsowania Bugu i Wisły i uchwycenia przyczółka. Od 2 listopada 1944 generał pułkownik. Brał udział w operacji wiślańsko-odrzańskiej (w tym w walkach o Chełm, Kalisz, Międzyrzecz, Gorzów Wielkopolski i Świebodzin) i bitwie o Berlin. 6 kwietnia 1945 otrzymał tytuł Bohatera ZSRR.
Od lipca do października 1945 dowódca wojsk Bakijskiego Okręgu Wojskowego, później dowódca 40, 1 (30.07.1946 – 12.05.1950) i 6 Armii (02.04.1952 – maj 1954) i wojsk Północnego Okręgu Wojskowego (maj 1954 – 04.04.1956). Od 1 sierpnia 1956 szef Głównego Zarządu Szkolenia Wojsk Lądowych. 5 maja 1961 mianowany generałem armii. 
Zginął w katastrofie helikoptera Mi-4 wraz z generałem pułkownikiem Siemionem Pieriewiortkinem. Jego śmierć przez długi czas była przemilczana. Pochowany na Cmentarzu Nowodziewiczym.

## Odznaczenia
- Złota Gwiazda Bohatera ZSRR (1945)
- Order Lenina (trzykrotnie: 3 stycznia 1937, 21 lutego 1945 i 6 kwietnia 1945)
- Order Czerwonego Sztandaru (trzykrotnie: 21 czerwca 1937, 21 czerwca 1944 i 3 listopada 1944)
- Order Suworowa I klasy (trzykrotnie: 21 września 1943, 23 sierpnia 1944 i 29 maja 1945)
- Order Kutuzowa I klasy (dwukrotnie: 9 kwietnia i 27 sierpnia 1943)
- Order Czerwonej Gwiazdy (16 sierpnia 1936)
- Medal jubileuszowy „XX lat Robotniczo-Chłopskiej Armii Czerwonej”
- Medal jubileuszowy „30 lat Armii Radzieckiej i Floty”
- Medal jubileuszowy „40 lat Sił Zbrojnych ZSRR”
- Medal „Za obronę Stalingradu”
- Medal „Za zwycięstwo nad Niemcami w Wielkiej Wojnie Ojczyźnianej 1941–1945”
- Medal „Za wyzwolenie Warszawy”
- Medal „Za zdobycie Berlina”
- Order Krzyża Grunwaldu I klasy (Polska)
- Medal za Odrę, Nysę, Bałtyk (Polska)
- Honorowa Odznaka Miasta Łodzi (19 stycznia 1960[1][2])